# Marisa Del Frate
Marisa Del Frate, née le 11 mars 1931 à Rome et morte le 6 février 2015 dans la même ville, est une chanteuse et actrice italienne.

## Biographie
Après avoir travaillé comme un modèle et ayant participé à la sélection pour quelques concours de beauté, elle fait ses débuts en 1956 au Festival de Capri, où elle remporte la troisième place avec la chanson Se potessi con la musical.
En 1957, au Festival de Naples, de façon inattendue, elle remporte le premier prix avec une chanson mélodramatique de Vincenzo De Crescenzo, intitulée Malinconico autunno.

## Discographie partielle

### 33 tours
- 1961: Le canzoni de L'amico del giaguaro (Lord, LP 1001)

### 78 tours
- 1957 : Io e Ciccio cha cha cha/Cha cha cha napulitano (Cetra, DC 6726)
- 1957 : Bene mio/Malinconico autunno (Cetra, DC 6771)
- 1957 : 'O treno d'a fantasia/Storta va... deritta vene (Cetra, DC 6792)
- 1958 : Maria Canaria/Zi Gennaro rock'n'roll (Cetra, DC 6868)
- 1958 : Vita mia/'A casa toja (Cetra, DC 6871)
- 1958 : Un poco 'e sentimento/Faciteme nu poco chiagnere (Cetra, DC 6872)
- 1958 : È stato il vento/Joe Mitraglia (Cetra, DC 6873)
- 1958 : Calypso melody/Joe Mitraglia (Cetra, DC 6874)
- 1958 : Maistrale/Tuppe tuppe mariscià (Cetra, DC 6930)
- 1958 : Sincerità/Voglio a tte (Cetra, DC 6931)
- 1958 : 'O calyppese napulitano/Pecché se canta a Napule (Cetra, DC 6932)
- 1958 : Guardandoci/Sì, così sei sempre tu (Cetra, DC 6989)
- 1958 : Con te per l'eternità/Gelusia... malatia (Cetra, DC 6991)
- 1958 : La donna di Marzo/Rock calypso (Cetra, DC 6992)
- 1958 : Per credere nel mondo/Ich liebe dich (Cetra, DC 6993)
- 1958 : Dominique / Autunno (avec Erminio Macario) (Cetra, DC 6988)
- 1958 : E' molto facile...dirsi addio/Ho disegnato un cuore (Cetra, AC 3329)

### 45 tours
- 1957 : Malinconico autunno/Lazzarella (Cetra SP 44); lato B canta Gino Latilla
- 1958 : Maistrale/Tuppe tuppe mariscià (Cetra SP 243)
- 1965 : I pensieri dell'amore/Ragazzo va (CBS, 1611)
- 1965 : Anche se/Poca luce, molto buio/La danza di Zorba (Derby, DB 5123)
- 1967 : Perché ci sei tu/Desiderio e te (CBS, 2980)

## Filmographie
- Addio per sempre de Mario Costa (1957)
- Obiettivo ragazze de Mario Mattoli (1963)
- La ballata dei mariti de Fabrizio Taglioni (1963)
- Perdono d'Ettore Maria Fizzarotti (1966)